# Pizza aux fruits de mer
Pour les articles homonymes, voir Pizza (homonymie) et Fruits de mer.
La pizza aux fruits de mer (en italien pizza ai frutti di mare) est une recette de pizza de la cuisine italienne, classique des menus des pizzerias, à base de sauce tomate et de fruits de mer.

## Histoire
Cette pizza peut être préparée avec de nombreuses variantes d'assortiments de fruits de mer,,,, sur fond de sauce tomate et de fromage, dont moule, calmar, poulpe, seiche, thon, saumon, sardine, anchois, crevette, langoustine, gambas, pétoncle, coque, praire, palourde, amande de mer, coquille Saint-Jacques...

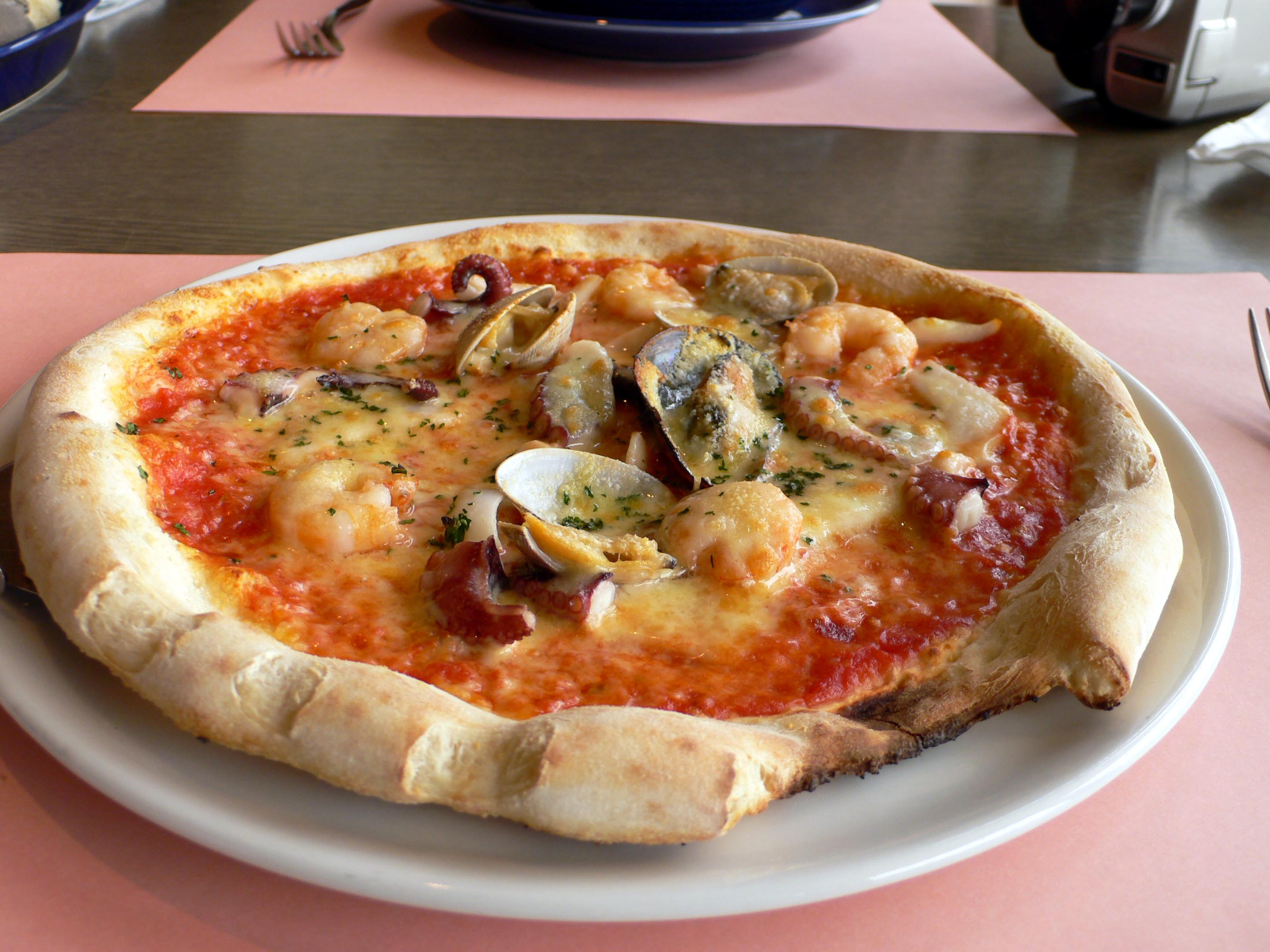
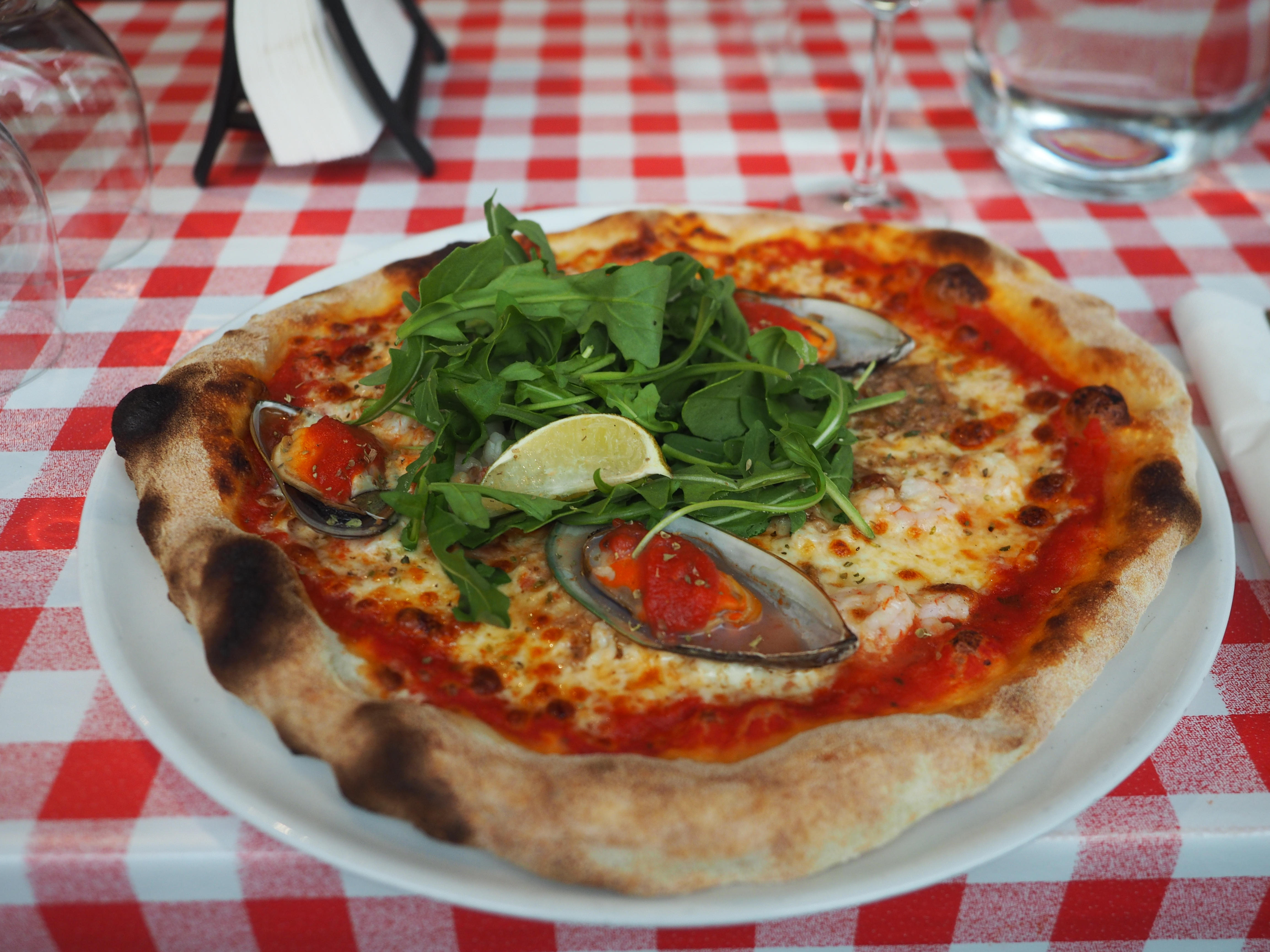
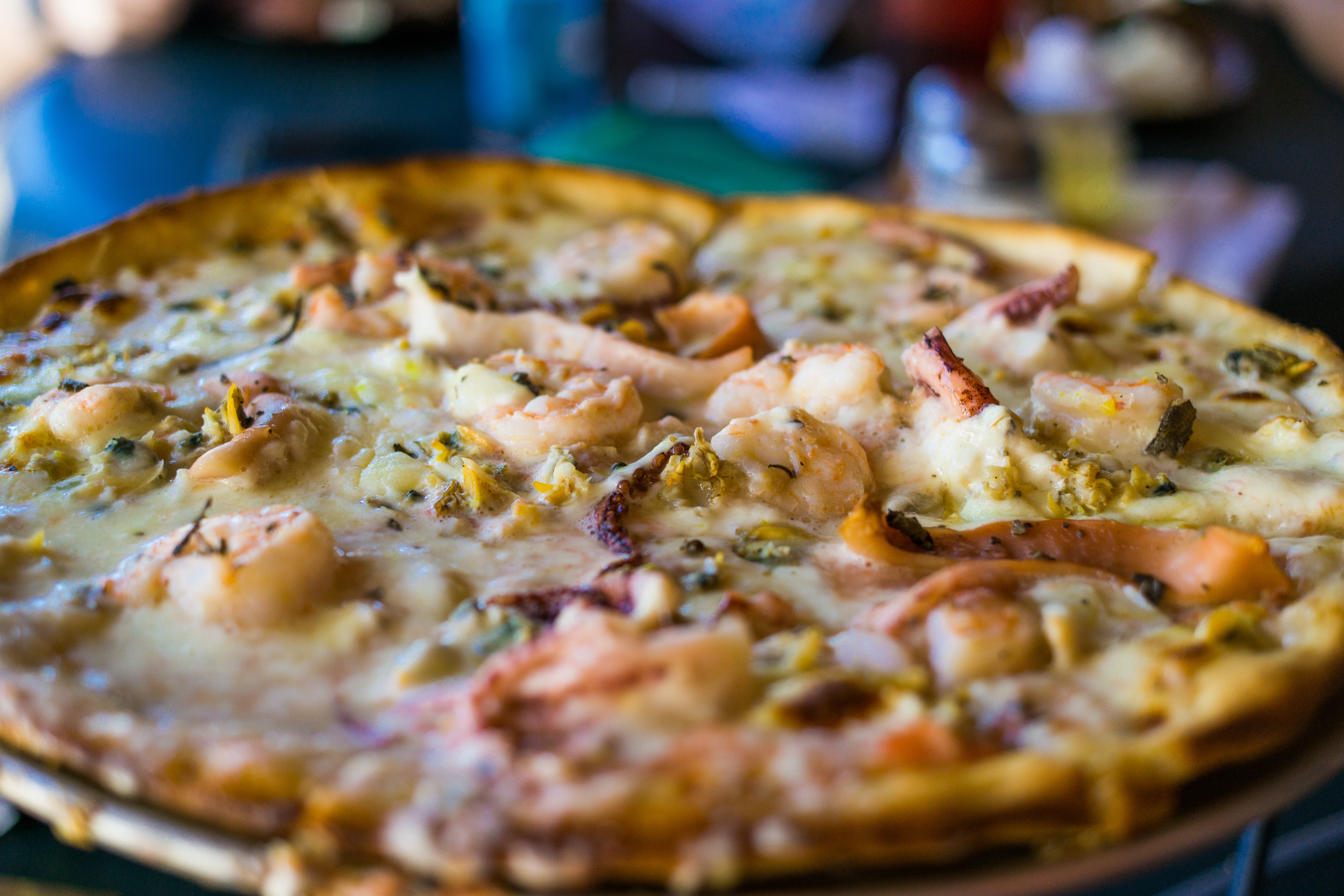

Elle peut être agrémentée par exemple d'huile d'olive, d'olives, de pesto, d'origan et de quelques feuilles de persil, roquette ou de basilic.